# کلاغ آمریکایی
کلاغ آمریکایی (نام علمی: Corvus brachyrhynchos) نام یک گونه از سرده کلاغ‌ها است.